# Jamoytius kerwoodi
Jamoytius es un género extinto de pez agnato anáspido que vivió durante el Silúrico en lo que hoy es Escocia, el cual no tenía mandíbula.

## Descripción
Jamoytius kerwoodi es la especie más antigua conocida de anáspido. Tenía un par de largas aletas delanteras a lo largo de su cuerpo lo que indica que fue un buen nadador. La especie J. kerwoodi se parecía a una lamprea, sobre todo con la boca redonda y cuerpo alargado. Sin embargo, ya que no tenía dientes o estructuras similares a dientes en la boca, seguramente no era carnívoro a diferencia de su pariente lejano, la lamprea. Era más probable que haya tenido en la boca una especie de filtro con el cual filtraba pequeños organismos unicelulares de la superficie marina, como si fuera una ballena.
Jamoytius tenía un esqueleto cartilaginoso, y una cesta branquial parecida a la de los ciclóstomos lo que indica que posiblemente sea un antepasado de ese clado. También es uno de los primeros vertebrados conocidos con el tipo de ojos de cámara. También poseía miómeros en forma de triángulo, y a diferencia de sus antepasados, Jamoytius tenía una aleta en la cola en forma de media luna. También poseía escamas apenas mineralizadas.

## Historia del descubrimiento
Jamoytius fue nombrado originalmente por Errol White sobre la base de dos especímenes (el nombre del género es una referencia a JA Moy-Thomas)y, hasta el momento, se ha considerado como el vertebrado más basal conocido. Desde entonces, ha sido reclasificado por varios investigadores con distintas afinidades, tales como un "anáspido no especializado" creando al clado Anaspida, o también como un taxón hermano de las lampreas, la dificultad de su clasificación ha sido debido a las dificultades en la reconstrucción de la anatomía; ya que no posee ninguna características habituales de los cordados, conocidas como sinapomorfias.

## Literatura
- Long, John A. The Rise of Fishes: 500 Million Years of Evolution Baltimore: The Johns Hopkins University Press, 1996.  ISBN 0-8018-5438-5